# Generación del centenario (Uruguay)
Se llamó  "generación del Centenario" o "Generación del 30" a un grupo generacional de artistas y principalmente escritores Uruguayos que florecieron en 1930, cuando se cumplieron cien años de la jura de la primera constitución de Uruguay en 1830.

## Integrantes
En esta generación se encuentran intelectuales como: Francisco Espínola, Juan José Morosoli, Justino Zavala Muniz, Líber Falco, Roberto Ibáñez, Clara Silva, Esther de Cáceres, entre otros. Todos sus integrantes nacieron entre 1895 y 1910. Algunos autores consideran que la generación del Centenario es heredera de la generación del 900, no solamente en términos cronológicos sino también intelectuales, estéticos y cognitivos. 

## Características generales
La generación del Centenario prefirió el género del cuento para expresarse, tratando de generar una perspectiva innovadora sobre lo criollo.
Véase que es año clave en la historia de ese país, pues se cumplía efectivamente cien años de vida republicana desde la primera presidencia constitucional del General Fructuoso Rivera en 1830 bajo la tutela del tradicional partido colorado.
Se destacan obras arquitectónicas de gran relieve para la época, claro ejemplo es el Estadio Centenario, creado para la realización del primer Campeonato Mundial de Fútbol, en el que el país anfitrión quedaría estampado en la historia deportiva con el celebérrimo galardón de "Primer campeón del mundo" tras derrotar al tradicional adversario argentino por cuatro tantos contra dos. El nombre del estadio se debe al mismo motivo que la generación.